# All About Chemistry
All About Chemistry è il terzo album in studio del gruppo musicale rock statunitense Semisonic, pubblicato nel 2001.

## Tracce
1. Chemistry – 4:08
2. Bed – 4:05
3. Act Naturally – 3:42
4. She's Got My Number – 5:02
5. Follow – 3:44
6. Sunshine & Chocolate – 3:35
7. Who's Stopping You? – 3:06
8. I Wish – 7:56
9. One True Love – 3:51
10. Get a Grip – 3:35
11. Surprise – 3:48
12. El Matador – 5:08

## Formazione
- Dan Wilson – voce, chitarre
- John Munson – basso, trombone
- Jacob Slichter – batteria